# Ambres
 Ambres  là một xã thuộc tỉnh Tarn, trong vùng Occitanie ở miền nam nước Pháp. Xã này nằm ở khu vực có độ cao trung bình 201 mét trên mực nước biển.
Sông Dadou chảy vào sông Agout ở thị trấn.